# كرا (مأرب)

تعديل مصدري - تعديل

كرا هي إحدى قرى عزلة ال فجيح بمديرية مأرب التابعة لمحافظة مأرب، بلغ تعداد سكانها 2332 نسمة حسب تعداد اليمن لعام 2004.